# André Fiton
Pour l’article ayant un titre homophone, voir Fitton.
André Fiton est un joueur international français de rink hockey né le 16 novembre 1926 à Biarritz et mort le 24 novembre 2018 à Bayonne.

## Parcours sportif
En club, André Fiton remporte le championnat de France à deux reprises avec Biarritz en 1958 et en 1959. 
En équipe de France, il participe à deux coupes des nations en 1955 et en 1958. Il joue également en Coupe latine en 1957. Il est également sélectionné en équipe de France lors des championnats du monde de 1956. 

### Palmarès
- Championnat de France : 1958 et 1959
- Championnat du Monde : 9e en 1956